# Outer Space Employment Agency
Outer Space Employment Agency ist ein Jazzalbum von Sun Ra. Die 1973 auf dem Ann Arbor Blues & Jazz Festival entstandenen Aufnahmen erschienen 1999 auf dem Label Total Energy.

## Hintergrund
John Sinclair, einer der Gründer der White Panther Party, war in Ann Arbor als Konzertveranstalter tätig. Bereits 1966 holte er für mehrere Konzerte Sun Ra mit seinem Arkestra nach Ann Arbor und nach Detroit. Ab 1972 veranstaltete er das Ann Arbor Blues & Jazz Festival, zu dem er Sun Ra wieder einlud, der in diesem Jahr auch auf dem Monterey Jazz Festival auftrat und im Kritikerpoll des Down Beat als Talent, das eine weitere Beachtung verdiene, aufgeführt wurde.
1973 traten Sun Ra und das Arkestra zum zweiten Mal auf dem Ann Arbor Blues & Jazz Festival auf. Outer Space Employment Agency Total Energy (deutsch Arbeitsagentur für Weltraumarbeit) war der Mitschnitt vom Auftritt des Sun Ra Arkestra vom zweiten Festival, das auf dem Otis Spann Memorial Field in Ann Arbor am 9. September 1973 stattfand. Einen Monat später ging das Sun Ra Arkestra auf eine Frankreich-Tournee (Planets of Life or Death: Amiens ’73).
Auf dem Album Outer Space Employment Agency von Total Energy sind die Titelangaben der ersten Stücke nicht stimmig. Der angebliche Titel „Discipline 99“ bestehe tatsächlich aus einer Eingangsimprovisation gefolgt von „Discipline 27“. „Love in Outer Space“ sei tatsächlich ein Medley aus „Discipline 99“, „Love in Outer Space“, „Watusi“ und „Discipline 27-II.“
Die Mitschnitte von den drei Konzerten des Arkestra von 1972 bis 1974 wurden 2011 (mit korrigierten Titelangaben) wiederveröffentlicht auf der Doppel-CD Wake Up Angels: Live at the Ann Arbor Blues & Jazz Festival bei ArtYard.

## Titelliste
- Sun Ra: Outer Space Employment Agency (Total Energy NER 3021)[7]

A1 Discipline 99 13:49

A2 Love in Outer Space 4:58

B1 At First There Was Nothing/The Universe Has More to Offer You/Wake Up Angels/Outer Space Employment Agency 20:14
Alle Kompositionen stammen von Sun Ra.

## Rezeption
Nach Ansicht von Richard Cook und Brian Morton, die das Album in The Penguin Guide to Jazz mit dreieinhalb Sternen auszeichneten, sei diese [klanglich] schwankende Aufnahme nicht weniger typisch für die Konzerte des Arkestra in dieser Zeit und als solches ein brauchbares Dokument von Sun Ras Arbeit in den frühen 1970er-Jahren. June Tyson und er würden stark im Vordergrund stehen, mit einer Band, die für sie einen wilden und oft chaotischen Hintergrund puren Klangs erzeuge. Zugänglicher sei das lange Medley am Schluss, das auch das Titelstück enthalte.
Richie Unterberger verlieh dem Album in Allmusic drei Sterne und schrieb, von den drei Tracks seien „Discipline 99“ und „Love in Outer Space“ bei weitem die kakophonischeren Stücke, wobei Sun Ras gruseliges Spiel auf der Farfisa-Orgel und seinem Mini-Moog bei weitem die interessantesten Elemente in dem unergründlichen Gebräu seien. Das 20-Minuten-Medley „At First There Was Nothing/The Universe Has More to Offer You/Wake Up Angels/Outer Space Employment Agency“ klinge da schon einschmeichelnder. Verankert in einem Swing-Groove sei ein Großteil davon dem unnachahmlichen und erhebenden, wenn nicht rein sinnlichen, kosmischen Rap-Erkundungen des Arkestra gewidmet, zu dem sich Sängerin June Tyson gesellt. Wenn dies der einzige akustische Beweis für das Arkestra in dieser Zeit wäre, könnte man immer noch ein Gefühl für ihre dauerhafteren Qualitäten bekommen. Doch gebe es klanglich bessere Alben aus dieser Entwicklungsphase. Nur für jene, die sich Alben von Sun Ra in größerer Zahl anhören möchten, sei dieses Album zu empfehlen.